# Bleiberg (Naturschutzgebiet)
Das Naturschutzgebiet Bleiberg liegt auf dem Gebiet der Stadt Schleiz im Saale-Orla-Kreis in Thüringen. Es erstreckt sich südöstlich von Isabellengrün, einem Ortsteil von Burgk, am westlichen Ufer der Saale und nördlich der Bleilochtalsperre.

## Bedeutung
Das 12,8 ha große Gebiet mit der NSG-Nr. 171 wurde im Jahr 1981 unter Naturschutz gestellt.